# Pozza di Fassa
Pozza di Fassa é uma comuna italiana da região do Trentino-Alto Ádige, província de Trento, com cerca de 1.785 habitantes. Estende-se por uma área de 73 km², tendo uma densidade populacional de 24 hab/km². Faz fronteira com Canazei, Tires (BZ), Mazzin, Nova Levante (BZ), Rocca Pietore (BL), Vigo di Fassa, Moena, Soraga.